# オリボ・バルビエリ
オリボ・バルビエリ(Olivo Barbieri、1954年 - ）はイタリアの都市環境アーティスト兼写真家。エミリア＝ロマーニャ州カルピ生まれ。
彼は、ティルトシフトレンズを使用し浅い被写界深度をレンズによって作り出すことで、実際の風景からミニチュア風写真を作成する革新的な技術で知られている。バルビエリの技術は、レンズの角度をカメラの背面に傾けることにより、マクロ撮影における浅い被写界深度をティルトシフトレンズで実現し、撮影した画像の上端と下端、または左端と右端に徐々にぼかした作品を作り出す。この技術は選択フォーカスと呼ばれ、実際の都市の写真を模型の写真のように見せる効果がある

。

## 経歴
バルビエリは、ボローニャ大学人文科学部で演劇・芸術・音楽研究科を学び、写真家としてのキャリアをスタートさせた。1971年以降、写真への関心が高まり、当初は人工照明の研究に注力した。1978年にはイタリア国内外で数々の展覧会に参加。1989年、極東、特に中国への定期的な旅行を開始した。
1993年、1995年、1997年にバルビエリはヴェネツィア・ビエンナーレなどの国際展、ヨーロッパ、北米、中国のギャラリーや美術館で作品を展示した。
1996年にはドイツのエッセンのフォルクヴァング美術館（英語: Museum Folkwang）で回顧展が開催され、作品は世界中の美術館に収蔵されている。
1998年と1999年には、モントリオールのカナダ建築センターで2つの展覧会が開催された
。
2003年、バルビエリはローマ、トリノ、モントリオール、アンマン、ラスベガス、ロサンゼルス、上海、セルビア、ニューヨークなどの都市を写真と映画によって描写する『サイトスペシフィックプロジェクト』を開始した。彼はこのプロジェクトでいくつかの35mm映画を実現した
- site specific_ROMA 04[10]
- site specific_SHANGHAI 04[11]
- site specific_LAS VEGAS 05[12]
- SEVILLA → (∞) 06[13]
- site specific_MODENA 08[14]

このうち『Site specific_ROMA 04』は、2005年にシカゴ現代美術館、ロンドンのヘイワード・ギャラリー、トレント・ロヴェレート近現代美術館(MART)で展示された。

## フィルム
2005年には、Seascape#とRiverscape#という2つの映画シリーズを開始した。これには次のものが含まれる。
- Seascape#1 Night, China Shenzhen (2005年)[15][16]
- Seascape#2 Castel dell’Ovo, Napoli (2006年)[15][17]
- Rivescape#1, Night, China Shanghai (2007年)[15]

バルビエリが製作した他の映画は以下のとおり。
- Beijing Sky (2007年)[15]
- 5 Colori (2008年)[15]
- TWIY (2008年)[15]
- Tuscany in 6 pieces (2010年)[15]

バルビエリの映画は、以下の主要な国際映画祭で上映されている。
- ロカルノ映画祭: (2004年) (2005年) (2008年)[19]
- ロッテルダム国際映画祭：(2004年)、(2006年)[20]
- グラーツ・メディア建築ビエンナーレ: (2005年～2007年)
- トロント国際映画祭：(2005年)、(2006年)
- ウェクスナー芸術センター（英語: Wexner Center for the Arts）、オハイオ州コロンバス：(2006年)[21]
- ニューヨーク映画祭：(2006年)
- サンダンス映画祭：(2006年)、(2008年)[22]
- サンフランシスコ国際映画祭：(2006年)、(2007年)[23]
- バークレー美術館とパシフィックフィルムアーカイブ（英語: Berkeley Art Museum and Pacific Film Archive）、バークレー：(2006年)、(2007年)[24][25][26]
- ウォーカー・アート・センター、ミネアポリス：(2007年)
- ニューヨーク近代美術館(MoMA)、ニューヨーク：(2007年)[27]
- ジュ・ド・ポーム、パリ：(2007年)
- テート・モダン、ロンドン：(2007年)
- ベルリン映画祭：(2007年)[28]

## 著作
バルビエリの作品については、次のような書籍やカタログが出版されている。
- Paesaggi in Miniatura, Udine, (1991年)
- Notte, Udine, (1991年)
- Olivo Barbieri seit 1978, Museum Folgwan, Essen, (1996年)
- Illuminazioni Artificiali, Milan, 1995, Washington, D.C., (1998年)
- Notsofareast, Rome, (2002年)
- Paintings, Florence, (2002年)
- site Specific_Roma 04, Rome, (2004年)
- site Specific_Las Vegas 05, Toronto, (2005年)
- site specific_SHANGHAI 04, Bologna, (2006年)
- site specific_NYC 07, Carpi, (2007年)
- TWIY, Napoli, (2008年)
- site specific_JORDAN 04, Genova, (2008年)
- The Waterfall Project, Bologna, (2008年)
- site specific_BEIJING 08, Alcamo, 2008
- Site Specific, New York: Aperture, September (2013年)[29]

## 表彰
バルビエリはその作品により数々の賞を受賞している。
- 2008年  SEVILLA → (∞) 06、ナッシュビル映画祭（英語: Nashville Film Festival）、最優秀実験短編賞[30]
- 2006年 site specific_LAS VEGAS、サンフランシスコ映画祭、ニュービジョンズ[23]
- 2006年 site Specific_ROMA 04、メディアンおよび建築ビエンナーレ、グラーツ、オーストリア
- 1992年 東川賞、海外写真家賞[31]
- 1990年 フリウリ・ヴェネツィア・ジュリア写真賞、イタリア[4]